# Tronsanges
Tronsanges is een gemeente in het Franse departement Nièvre (regio Bourgogne-Franche-Comté) en telt 371 inwoners (2009). De plaats maakt deel uit van het arrondissement Cosne-Cours-sur-Loire.

## Geografie
De oppervlakte van Tronsanges bedraagt 8,6 km², de bevolkingsdichtheid is 43,2 inwoners per km².

## Demografie
Onderstaande figuur toont het verloop van het inwonertal (bron: INSEE-tellingen).